# Sdružení obcí povodí Stonávky
Sdružení obcí povodí Stonávky je svazek obcí v okresu Frýdek-Místek, jeho sídlem jsou Třanovice a jeho cílem je spolupráce členů sdružení v oblasti rozvoje komunální sféry cestovního ruchu i ve všech ostatních oblastech působení obcí, a to na bázi vzájemně výhodné a nezištné spolupráce. Sdružuje celkem 10 obcí a byl založen v roce 1999.

## Obce sdružené v mikroregionu
- Dolní Tošanovice
- Hnojník
- Horní Tošanovice
- Komorní Lhotka
- Řeka
- Ropice
- Smilovice
- Střítež
- Třanovice
- Vělopolí